# Mimohecyra hiekei
Mimohecyra hiekei là một loài bọ cánh cứng trong họ Cerambycidae.